# توماس هونج
توماس هونج (بالإنجليزية: Thomas Hong)‏ هو متزلج على مسار قصير أمريكي، ولد في 2 يوليو 1997 في سول في كوريا الجنوبية.

## وصلات خارجية
- توماس هونج على موقع ShortTrackOnLine.info (الإنجليزية)
- توماس هونج على موقع اللجنة الأولمبية الدولية (الإنجليزية)
- توماس هونج على موقع أوليمبيديا (الإنجليزية)
- توماس هونج على موقع اللجنة الأولمبية والبارالمبية الأمريكية (الإنجليزية)